# Oficiul Român pentru Adopții
Oficiul Român pentru Adopții (ORA) este autoritatea centrală română, cu personalitate juridică, aflată în subordinea Guvernului, care coordonează și supraveghează activitățile de adopție, asigură aplicarea unitară a legislației în domeniul adopției și realizează cooperarea internațională în acest domeniu.
Oficiul este condus de un secretar de stat, numit prin decizie a primului-ministru.
A fost înființat în iunie 2004 prin reorganizarea Comitetului Român pentru Adopții, care a fost desființat.
ORA a preluat atribuțiile în domeniul adopției ale Autorității Naționale pentru Protecția Copilului și Adopție (ANPCA) și ale Comitetului Român pentru Adopții.